# Calophyllum piluliferum
Espèce
Statut de conservation UICN

 DD  : Données insuffisantes
Calophyllum piluliferum est une espèce de plantes à fleurs de la famille des Clusiaceae, selon la classification classique, des Calophyllaceae, selon la classification phylogénétique.

## Publication originale
- Australian Journal of Botany 22: 387. 1974.